# Dürt-Un-Ser
Das Dürt-Un-Ser oder Batman war eine Masseneinheit (Gewichtsmaß) in Xiva (Khiwa alte Schreibweise)(Usbekistan).
Es war ein Gewicht für eine kirgisische Kamelladung. Dürt-Un-Ser oder 16 Batman/Man/Mahnd/Maund wurde dem Tier aufgeladen.
- 1 Dürt-Un-Ser = 40 Ser = 19,6565 Kilogramm
- 1 Dürt-Un(-Ser)(der Vierziger = 40 Ser) = 4 Un-Ser (der zehnfache Ser  oder Unze) = 8 Kyrk-Ar = 16 Dschigirmä-Ar = 32 Un-Ar (der zehnfache Ar) = 40 Ser = 64 Bisch-Ar = 320 Ar

Das Gewicht für ein Ar richtete man nach dem des russischen Fünfkopekenstückes aus Kupfer.